# Озеро Осетриное с водяным орехом
Озеро Осетриное с водяным орехом — памятник природы регионального (областного) значения Московской области, который включает ценные в экологическом, научном и эстетическом отношении природные комплексы и объекты, нуждающиеся в особой охране для сохранения их естественного состояния:
- котловину старичного озера Осетриное и прилегающие к нему комплексы луговых сообществ;
- места произрастания и обитания редких видов растений и животных, занесенных в Красную книгу Московской области.

Памятник природы основан в 1984 году. Местонахождение: Московская область, городской округ Луховицы, в 1 км к северу от деревни Слемские Борки. Площадь памятника природы составляет 103,78 га. Памятник природы включает часть котловины озера Осетриное, а также прилегающую территорию — полосу лугов шириной 100 м, расположенные в пределах территории Московской области.

## Описание
Памятник природы располагается на юге подмосковной части Мещерской низменности на левом берегу реки Оки в области распространения гривистых, аллювиальных и выровненных древнеаллювиальных, влажных и сырых равнин. Абсолютные высоты территории изменяются от 100 до 105 м над уровнем моря.
Кровля дочетвертичного фундамента представлена известняками, доломитами, песчаниками среднего карбона, а также глинами, песками и алевритами средней и поздней юры. Территория памятника природы располагается на левом борту долины реки Оки и включает поверхности высоких пойм, расположенные над урезом реки Оки около 6 м, и котловину озера Осетриное, вытянутую субширотно на 2,25 км. Поверхности пойм представлены аллювиальными отложениями, сложенными песками с гравием и галькой, суглинками и супесями, осложненные в некоторых местах зарастающими старинными понижениями с суглинками и глинами. Местами на плоских поймах сформировались слабовыраженные западины и ложбины. Вследствие подстилания аллювиальных отложений юрскими глинами западины, ложбины и берега озера имеют повышенное увлажнение. Здесь активно развиваются процессы заболачивания и заиления, образование фитогенных форм нанорельефа — растительных кочек.
Общий гидрологический сток на территории направлен в реку Оку. Западная часть озера Ситное через протоку, имеющей длину около 1 км и максимальную ширину до 23 м, соединяется с озером Долгим. Восточная окраина озера через протоку длиной примерно 2—3 км и шириной 24—60 м соединяется с пойменной рекой Исток, которая является левым притоком реки Оки.
Почвенный покров территории памятника природы представлен аллювиальными гумусовыми, а в понижениях аллювиальными гумусовыми глеевыми и аллювиальными торфяно-глеевыми почвами.
Описание границ:
Памятник природы включает часть котловины озера Осетриное, а также прилегающую территорию — полосу лугов шириной 100 м, расположенные в пределах территории Московской области.

### Флора и растительность
В озере Осетрином обитает редкий вид растения, занесенного в Красную книгу Московской области, — рогульник плавающий, или водяной орех, или чилим. Кроме него в озере встречаются рогоз узколистный, камыш озерный, хвощ речной, аир обыкновенный, элодея канадская, телорез алоэвидный, рдесты блестящий, плавающий, пронзеннолистный и гребенчатый, ряски малая и трехдольная, водокрас лягушачий, осока острая, частуха подорожниковая, щавель водяной, череда трехраздельная и поникшая, дербенник иволистный, кубышка жёлтая, кувшинка белоснежная (редкий и уязвимый вид, не включенный в Красную книгу Московской области, но нуждающийся на территории области в постоянном контроле и наблюдении) и другие виды гидро- и гигрофитов. В восточной оконечности озера имеются тростниковые заросли.
По берегам озера растут отдельные деревья или группы деревьев и подрост чёрной ольхи, ив ломкой, пятитычинковой и пепельной, хмель, крапива двудомная, развиты густые заросли ежевики и костреца безостого. Здесь часто встречаются полынь обыкновенная, борщевик сибирский, купырь лесной, свербига восточная, лопух большой, пустырник волосистый, бутень Прескотта, эхиноцистис дольчатый.
Пойменные луга, примыкающие к озеру, представлены двукисточниковыми, разнотравно-кострецовыми с участками узкомятликово-разнотравных, раннеосоково-разнотравных, влажнотравно-лисохвостовых, влажнотравно-кострецовых и хвощево-злаковых. Их видовой состав варьирует от характера увлажнения — периодичности и продолжительности заливания в половодье, богатства почв и антропогенного воздействия — многие участки этих лугов косятся, или выкашивались в прошлые годы. Наиболее типичными видами пойменных лугов памятника природы являются кострец безостый, тимофеевка луговая, лисохвост луговой, мятлик обыкновенный, пырей ползучий, полевица гигантская (белая), подмаренники мягкий и северный, свербига восточная, бутень Прескотта, пижма обыкновенная, молочай прутьевидный. На остепненных участках лугов много мятлика узколистного, осоки ранней, подмаренников северного и настоящего, земляники зелёной, жабрицы порезниковой, астрагала датского, единично растет зопник клубненосный, местами есть заросли шиповника майского.
Старичные понижения заняты заболоченными лугами с осоками и лугово-болотными видами. Здесь обильны двукисточник тростниковидный, осоки пузырчатая, лисья и острая, кострец безостый, вербейник монетчатый, тысячелистник птармика, подмаренник северный, таволга вязолистная, гравилат речной, бодяк полевой, горицвет кукушкин, дербенник иволистный, вероника длиннолистная, чемерица Лобеля, синюха голубая (редкий и уязвимый вид, не включенный в Красную книгу Московской области, но нуждающийся на территории области в постоянном контроле и наблюдении). Редко в травостое пойменных лугов встречается редкое растение, занесенное в Красную книгу Московской области, — ирис сибирский.

### Фауна
Фауна позвоночных животных памятника природы типична для пойменных озёр и пойменных лугов средней полосы европейской России и отличается хорошей сохранностью, однако видовой состав заметно обеднен в связи с небольшой площадью памятника природы.
В границах памятника природы отмечено обитание не менее 36 видов наземных позвоночных животных, из них восьми видов рыб, одного вида амфибий, 21 вида птиц и пяти видов млекопитающих.
В пределах памятника природы можно выделить два зоокомплекса (зооформации) наземных позвоночных животных: зооформацию водных и околоводных местообитаний и зооформацию пойменных лугов.
В озере обитают представители ихтиофауны: лещ, плотва, красноперка, линь (эти два вида являются редкими и уязвимыми видами, не включенными в Красную книгу Московской области, но нуждающимися на территории области в постоянном контроле и наблюдении), щука, окунь, серебряный карась; в некоторые годы становится обычным видом густера.
В число видов водного и околоводного комплекса входят речной бобр, ондатра, американская норка, серая цапля (кормится на озере), кряква, белая трясогузка, болотная камышевка и камышевка-барсучок (населяют прибрежные кусты и заросли прибрежного высокотравья), речной сверчок и обыкновенный соловей (гнездятся в прибрежных кустах), камышовая овсянка. Над озером Осетриным нередко кормится чёрный коршун (вид, занесенный в Красную книгу Московской области), гнездящийся в лесу севернее озера, а также ласточки-береговушки, речная крачка (редкий и уязвимый вид, не включенный в Красную книгу Московской области, но нуждающийся на территории области в постоянном контроле и наблюдении) и изредка озерная и сизая чайки; на берегах кормится серая ворона. Из земноводных в озере Осетриное обитает озерная лягушка.
Луговые пространства вдоль берега озера заселяют полевой жаворонок, жёлтая трясогузка, серая славка (в участках с кустарником), луговой чекан, обыкновенная чечевица (в участках с кустарником); здесь кормится болотный лунь. В период до 2012 года на лугу у северного берега озера Осетриное регулярно гнездился дубровник (вид, занесенный в Красную книгу Московской области); в настоящее время дубровник здесь не встречается, однако местообитания, пригодные для его обитания, здесь сохраняются, поэтому не исключено его гнездование здесь в дальнейшем. Из млекопитающих отмечаются виды серых полевок, заяц-беляк, обыкновенная лисица.

## Объекты особой охраны памятника природы
Охраняемые экосистемы: водная и прибрежно-водная растительность озера, пойменные двукисточниковые, влажнотравно-лисохвостовые, разнотравно-кострецовые луга с участками остепненных и старичных заболоченных и группами ив и ольхи чёрной.
Места произрастания и обитания охраняемых в Московской области, а также иных редких и уязвимых видов растений и животных, зафиксированных на территории памятника природы.
Охраняемые в Московской области, а также иные редкие и уязвимые виды растений:
- виды, занесенные в Красную книгу Московской области: рогульник плавающий, или водяной орех, или чилим, ирис сибирский;
- виды, являющиеся редкими и уязвимыми таксонами, не включенные в Красную книгу Московской области, но нуждающиеся на территории области в постоянном контроле и наблюдении: синюха голубая, кувшинка белоснежная.

Охраняемые в Московской области, а также иные редкие виды животных:
- виды, занесенные в Красную книгу Московской области: чёрный коршун, дубровник (отмечался до 2012 года);
- виды, являющиеся редкими и уязвимыми таксонами, не включенные в Красную книгу Московской области, но нуждающиеся на территории области в постоянном контроле и наблюдении: речная крачка, красноперка, линь.

## Запрещенные виды деятельности и природопользования
Запрещенные виды деятельности и природопользования:
- любое изменение гидрологического режима территории
- прогон и выпас скота на берегах озера
- применение химических препаратов
- устройство туристических стоянок, разведение костров
- сбор растений

Государственные органы и юридические лица, ответственные за обеспечение охраны и функционирование:
Министерство экологии и природопользования Московской области